# Лансинг (Ајова)
Лансинг (енгл. Lansing) град је у америчкој савезној држави Ајова. По попису становништва из 2010. у њему је живело 999 становника.

## Демографија
Према попису становништва из 2010. у граду је живело 999 становника, што је -13 (-1.3%) становника више него 2000. године.
| Група             | 2000.         | 2010.       |
| Белци             | 1.001 (98,9%) | 985 (98,6%) |
| Афроамериканци    | 1 (0,1%)      | 1 (0,1%)    |
| Азијати           | 4 (0,4%)      | 4 (0,4%)    |
| Хиспаноамериканци | 6 (0,6%)      | 6 (0,6%)    |
| Укупно            | 1.012         | 999         |